# Molnár Dezső (labdarúgó)
Molnár Dezső (Magyarlak, 1939. december 12. –) válogatott labdarúgó, csatár. A sportsajtóban Molnár II néven volt ismert.

## Pályafutása

### A válogatottban
1966 és 1967 között 8 alkalommal szerepelt a válogatottban és 1 gólt szerzett.  Egyszeres olimpiai válogatott (1963), hatszoros B-válogatott (1962–65), ötszörös Budapest válogatott (1963–67, 2 gól), háromszoros egyéb válogatott (1966–67, 1 gól).

## Sikerei, díjai
- Magyar bajnokság
  - bajnok: 1965, 1966
  - 2.: 1970–71
  - 3.: 1968
- Bajnokcsapatok Európa-kupája (BEK)
  - negyeddöntős: 1967–68
- Közép-európai kupa (KK)
  - győztes: 1965, 1970

## Statisztika

### Mérkőzései a válogatottban
| Magyarország | Magyarország         | Magyarország                  | Magyarország | Magyarország | Magyarország  | Magyarország | Magyarország | Magyarország |
| #            | Dátum                | Helyszín                      | Hazai        | Eredmény     | Vendég        | Kiírás       | Gólok        | Esemény      |
| ------------ | -------------------- | ----------------------------- | ------------ | ------------ | ------------- | ------------ | ------------ | ------------ |
| 1.           | 1966. május 8.       | Zágráb, Maksimir Stadion      | Jugoszlávia  | 2 – 0        | Magyarország  | barátságos   | -            | 46'          |
| 2.           | 1966. szeptember 7.  | Rotterdam, Feijenoord Stadion | Hollandia    | 2 – 2        | Magyarország  | Eb-selejtező | 1            | 72'          |
| 3.           | 1966. szeptember 21. | Budapest, Népstadion          | Magyarország | 6 – 0        | Dánia         | barátságos   | -            |              |
| 4.           | 1966. szeptember 28. | Budapest, Népstadion          | Magyarország | 4 – 2        | Franciaország | barátságos   | -            |              |
| 5.           | 1966. október 30.    | Budapest, Népstadion          | Magyarország | 3 – 1        | Ausztria      | barátságos   | -            |              |
| 6.           | 1967. április 23.    | Budapest, Népstadion          | Magyarország | 1 – 0        | Jugoszlávia   | barátságos   | -            |              |
| 7.           | 1967. május 10.      | Budapest, Népstadion          | Magyarország | 2 – 1        | Hollandia     | Eb-selejtező | -            |              |
| 8.           | 1967. május 24.      | Koppenhága, Idrætspark        | Dánia        | 0 – 2        | Magyarország  | Eb-selejtező | -            |              |
|              | Összesen             |                               |              | 8            | mérkőzés      |              | 1            | gól          |